# 廻船

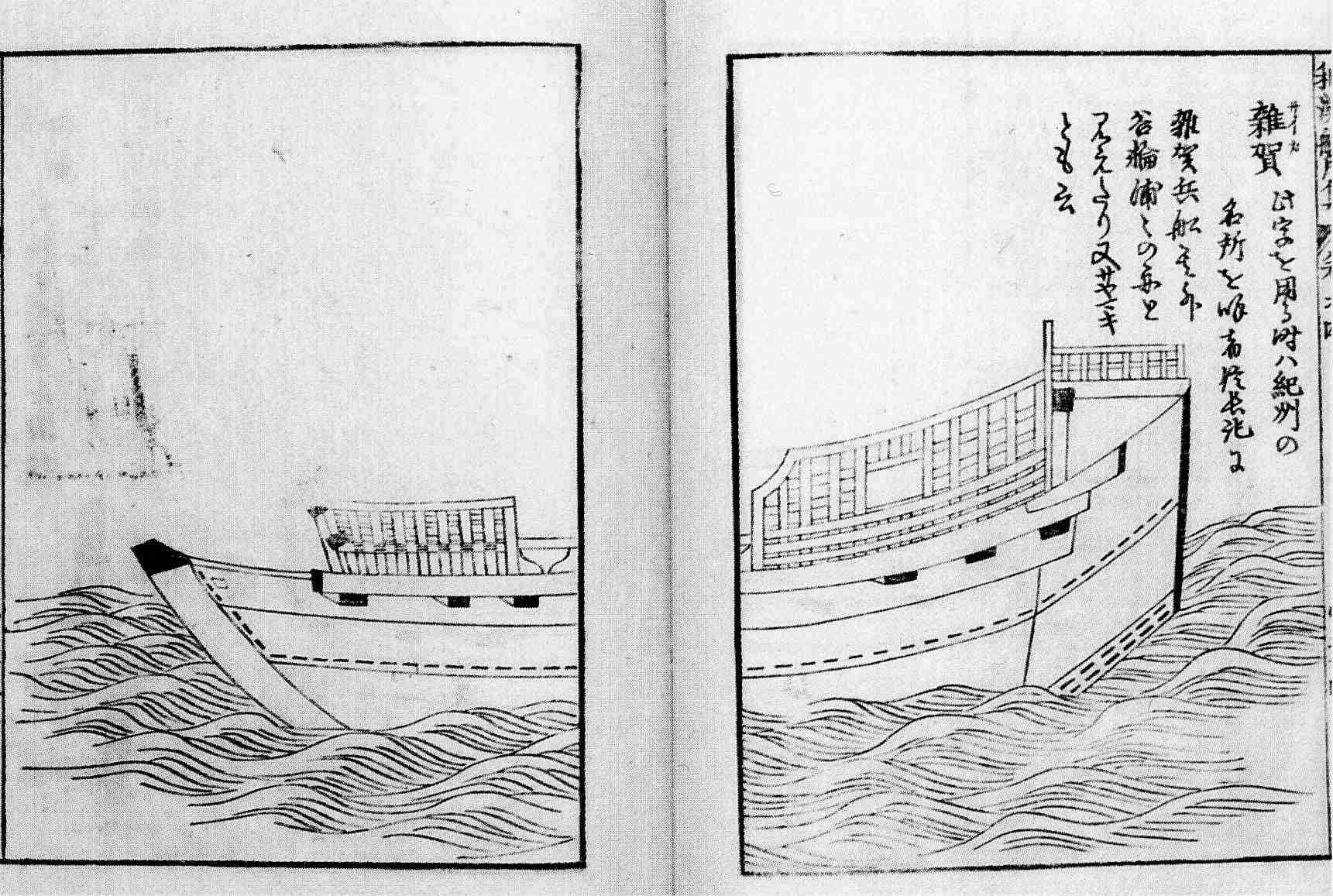
雑賀船

廻船（かいせん・回船）は、港から港へ旅客や貨物を運んで回る船のこと。

## 概要
中世以後に発達し、江戸時代には菱垣廻船・樽廻船のほか、西廻り航路（北前船）・東廻り航路、さらに北国廻船・尾州廻船などの浦廻船が成立して船による輸送網が発達した。
廻船人達の慣習法（大法）は16世紀になると、『廻船式目』として集成され、一種の商人道徳となった。